# Čopi
Čopi je priimek v Sloveniji, ki ga je po podatkih Statističnega urada Republike Slovenije na dan 1. januarja 2010 uporabljalo 119 oseb in je med vsemi priimki po pogostosti uporabe uvrščen na 3.732. mesto.

## Znani nosilci priimka
- Ambrož Čopi (*1973), skladatelj in zborovodja
- Anton Čopi, športnik kolesar - senior iz Bovca
- Breda (Bavdaž) Čopi, poznavalka vrtnic, predsednica Društva ljubiteljev vrtnic
- Darja Čopi, narodna delavka v zamejstvu (Italija)
- Franc Čopi - Borutin (1916 - 2013), tigrovec, partizanski poveljnik, politični delavec
- Simon Čopi, alpinistični smučar
- Tomaž Čopi (*1970), jadralec
- Žiga Čopi (*1997), odbojkar
- Žiga Čopi (*2002), glasbenik, pevec tenorist, ...
- Živa Čopi (*1998), rokometašica